# Miloșești, Ialomița
Miloșești este satul de reședință al comunei cu același nume din județul Ialomița, Muntenia, România.